# Taunggyi
Taunggyi (in birmano တောင္‌က္ရီးမ္ရုိ့) è il capoluogo dello stato Shan, speciale divisione amministrativa della Birmania. Ha una popolazione di 200 000 abitanti (circa), e si trova a 1400 metri sopra il livello del mare. Il nome Taunggyi significa "grande montagna" nella lingua birmana, infatti si trova ad est di una vetta assai alta, il Taung-chun. Nonostante sia dentro il loro stato, Taunggyi non è popolata prevalentemente da Shan, bensì da Bamar, Intha e Pa-Os. Recentemente c'è stato un forte flusso di immigranti cinesi.

## Galleria d'immagini

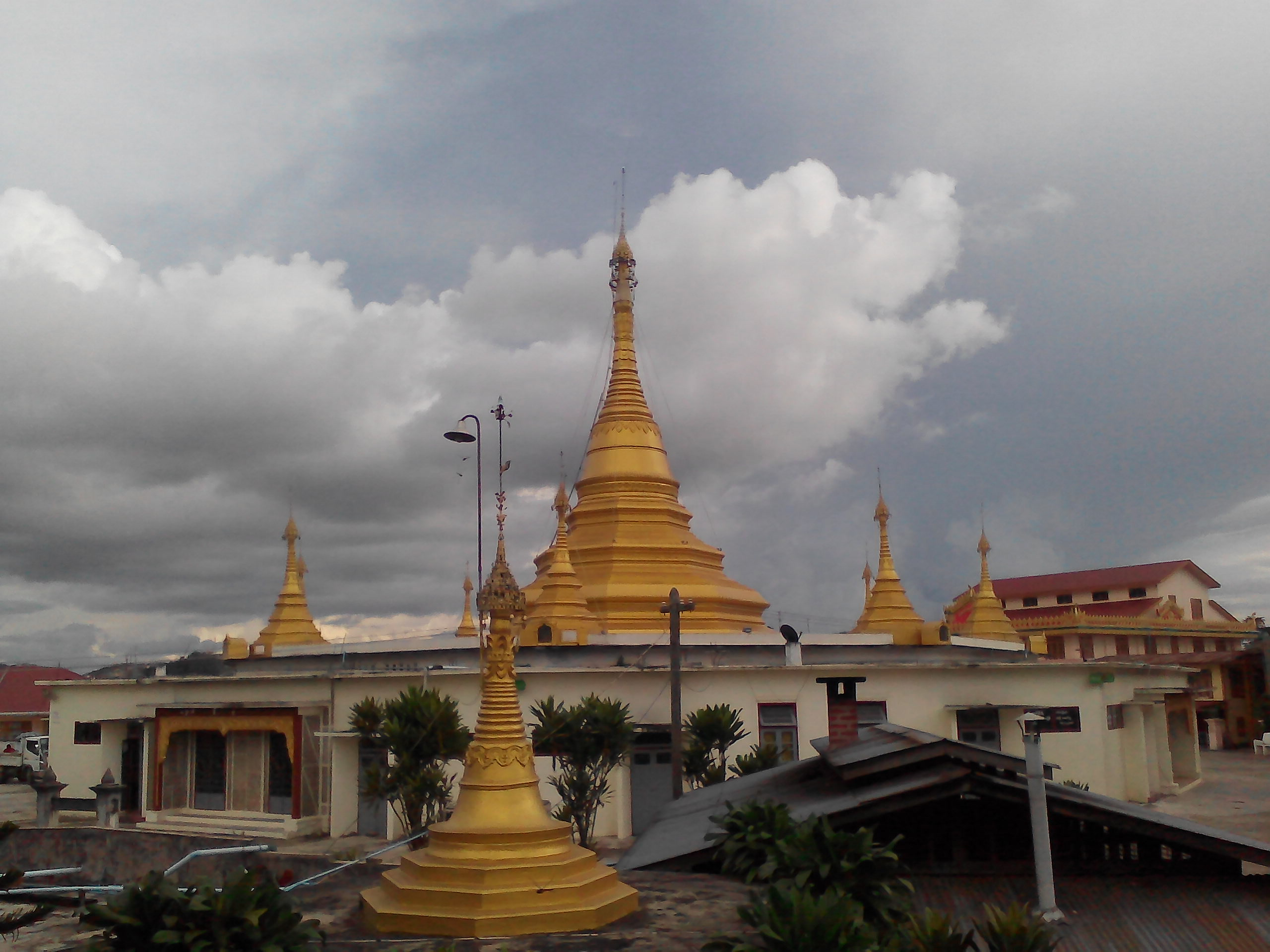
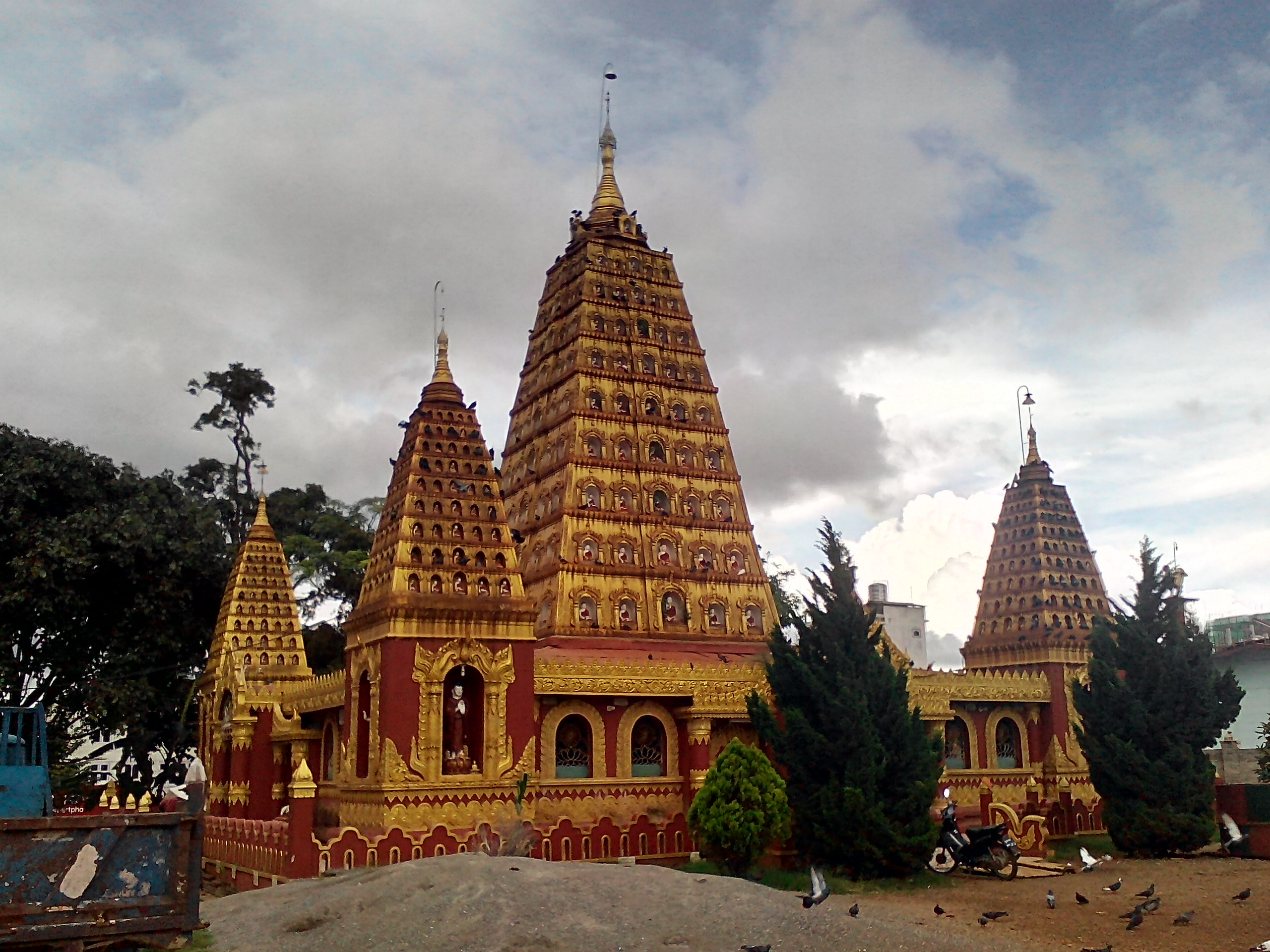
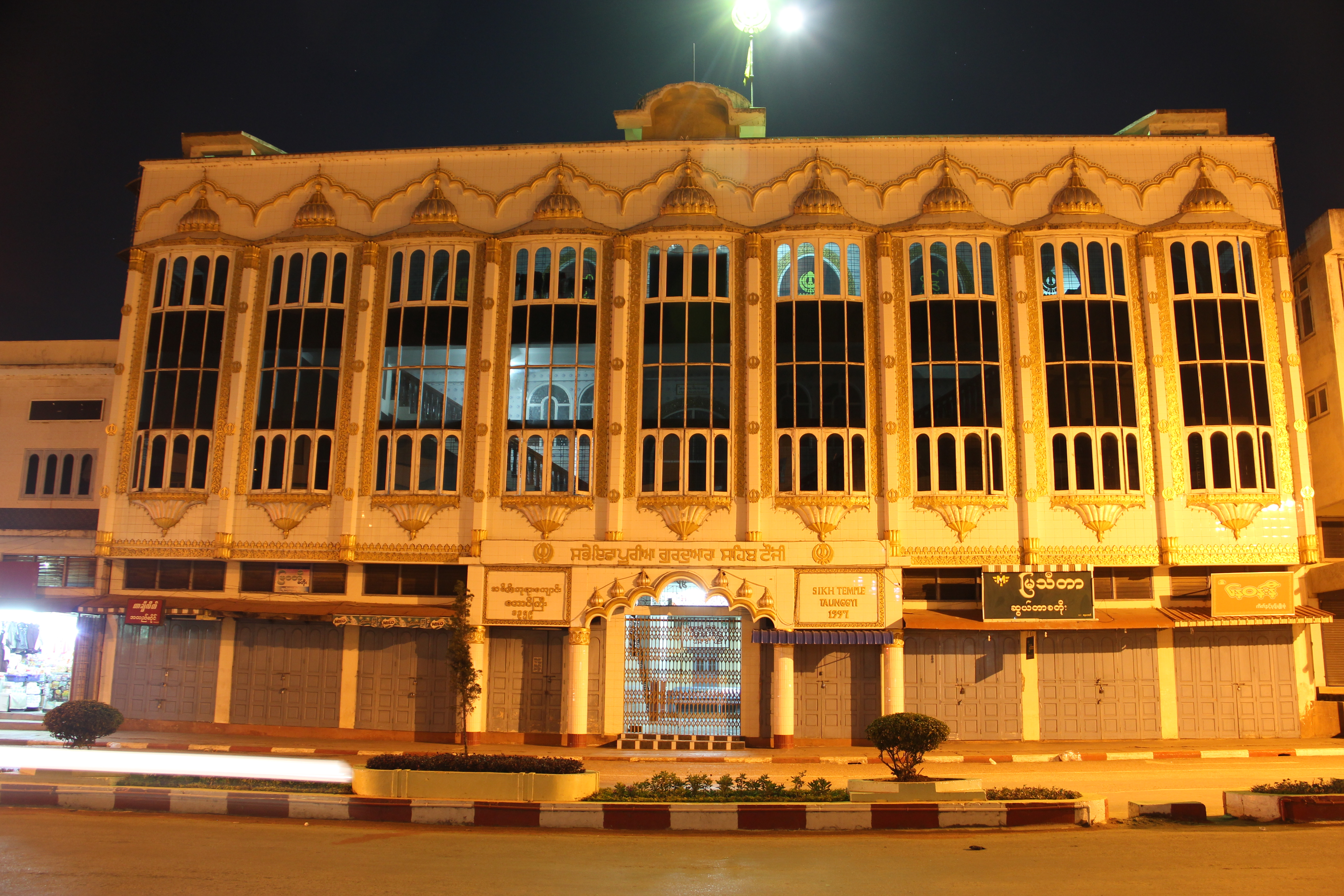
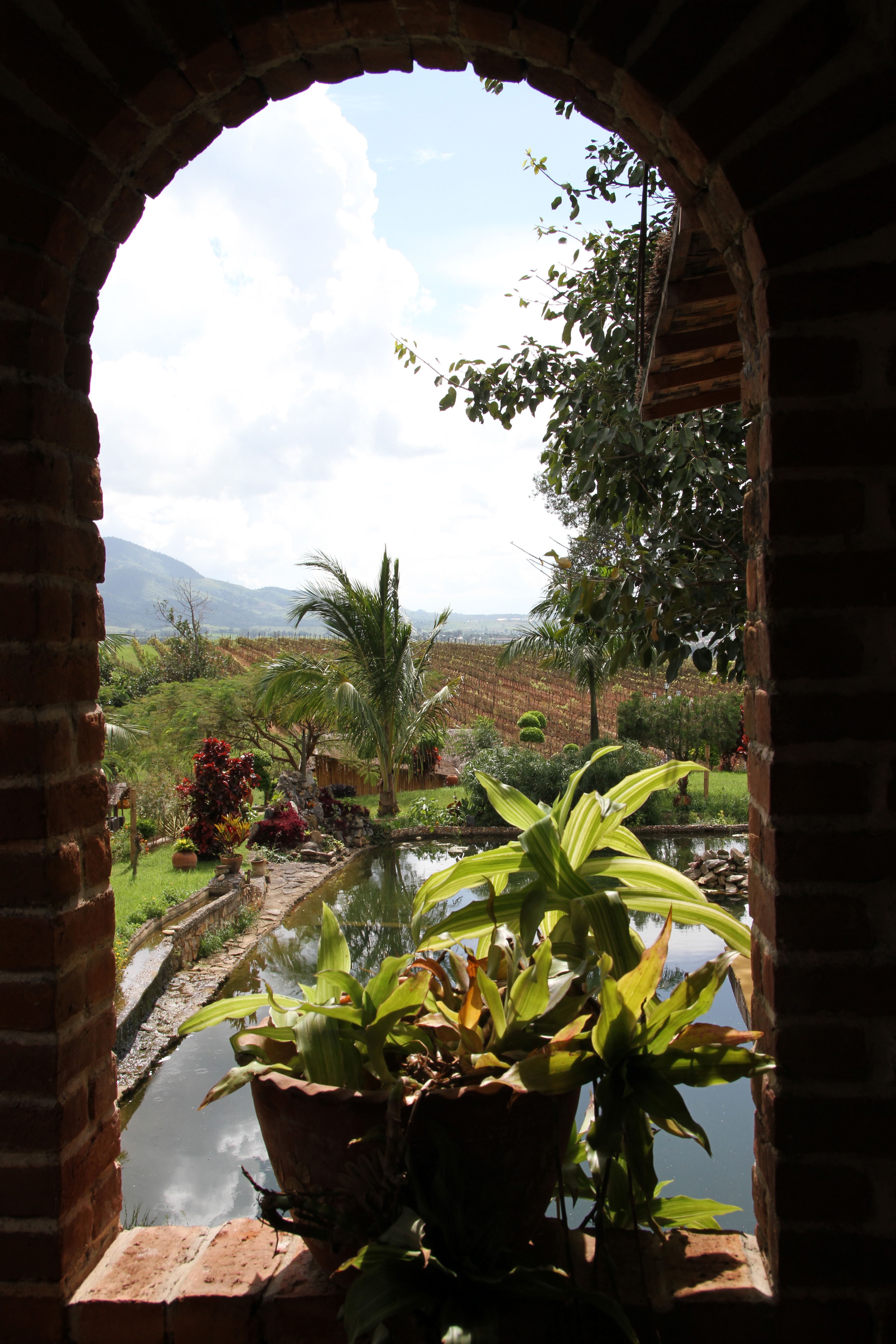
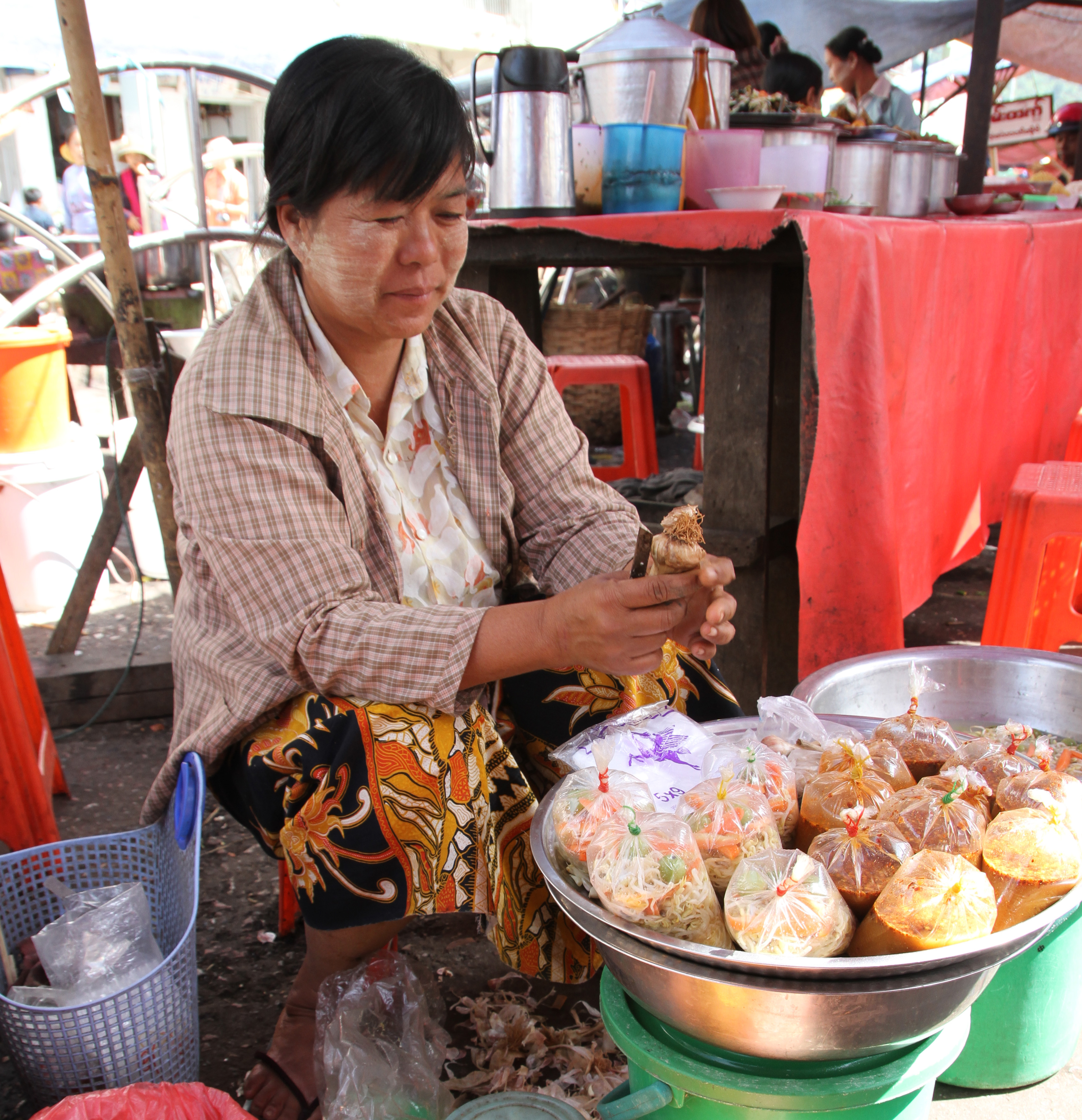
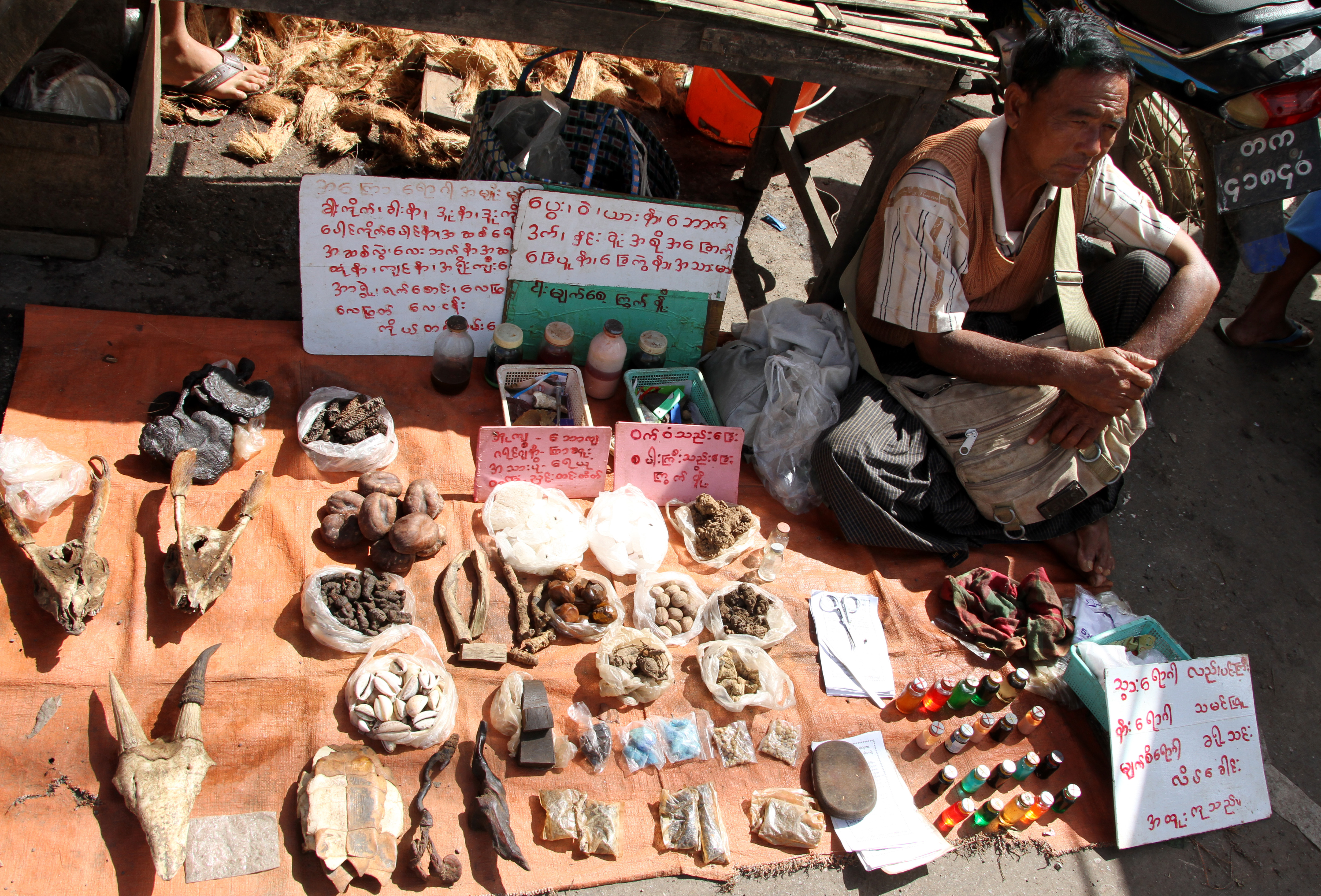
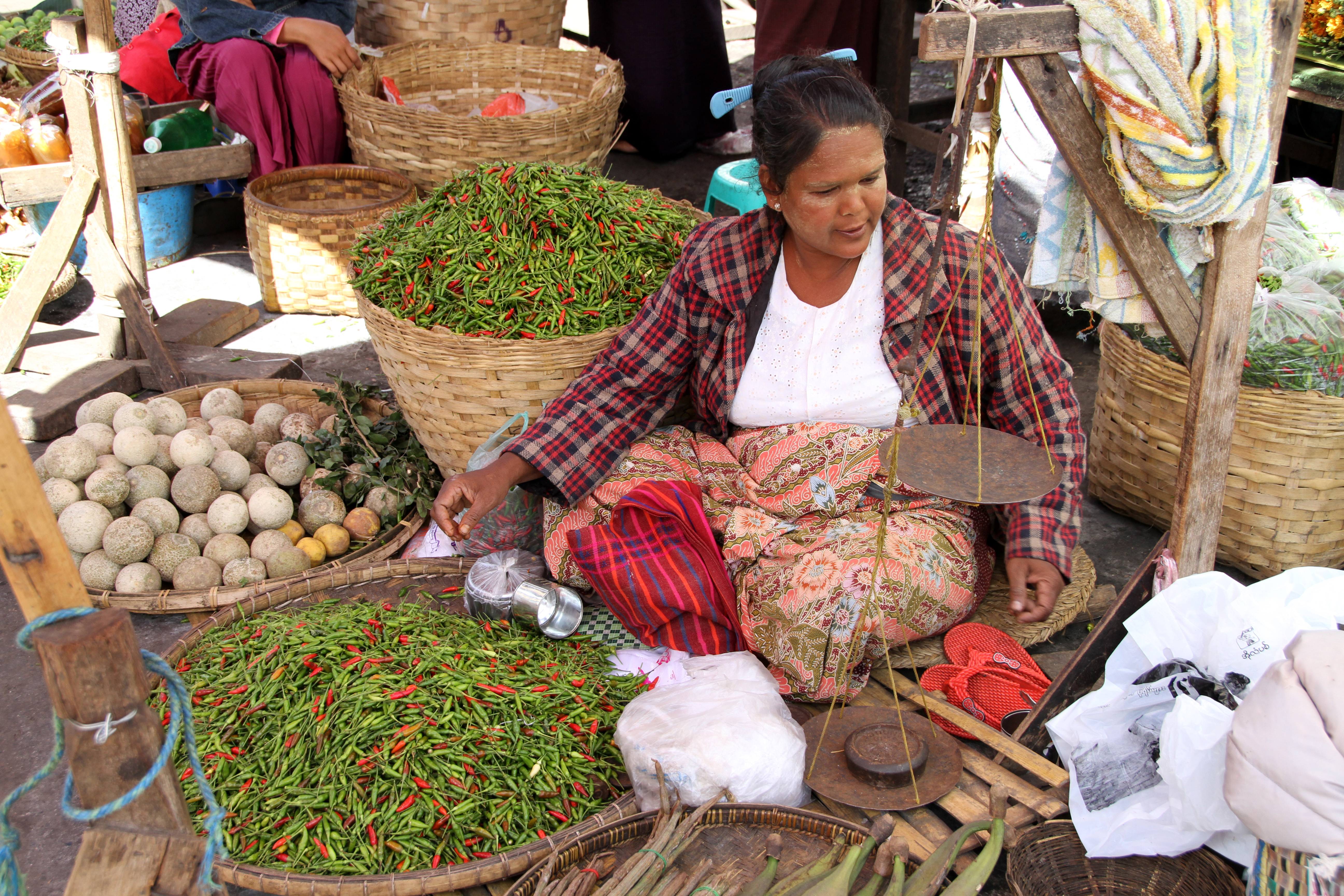
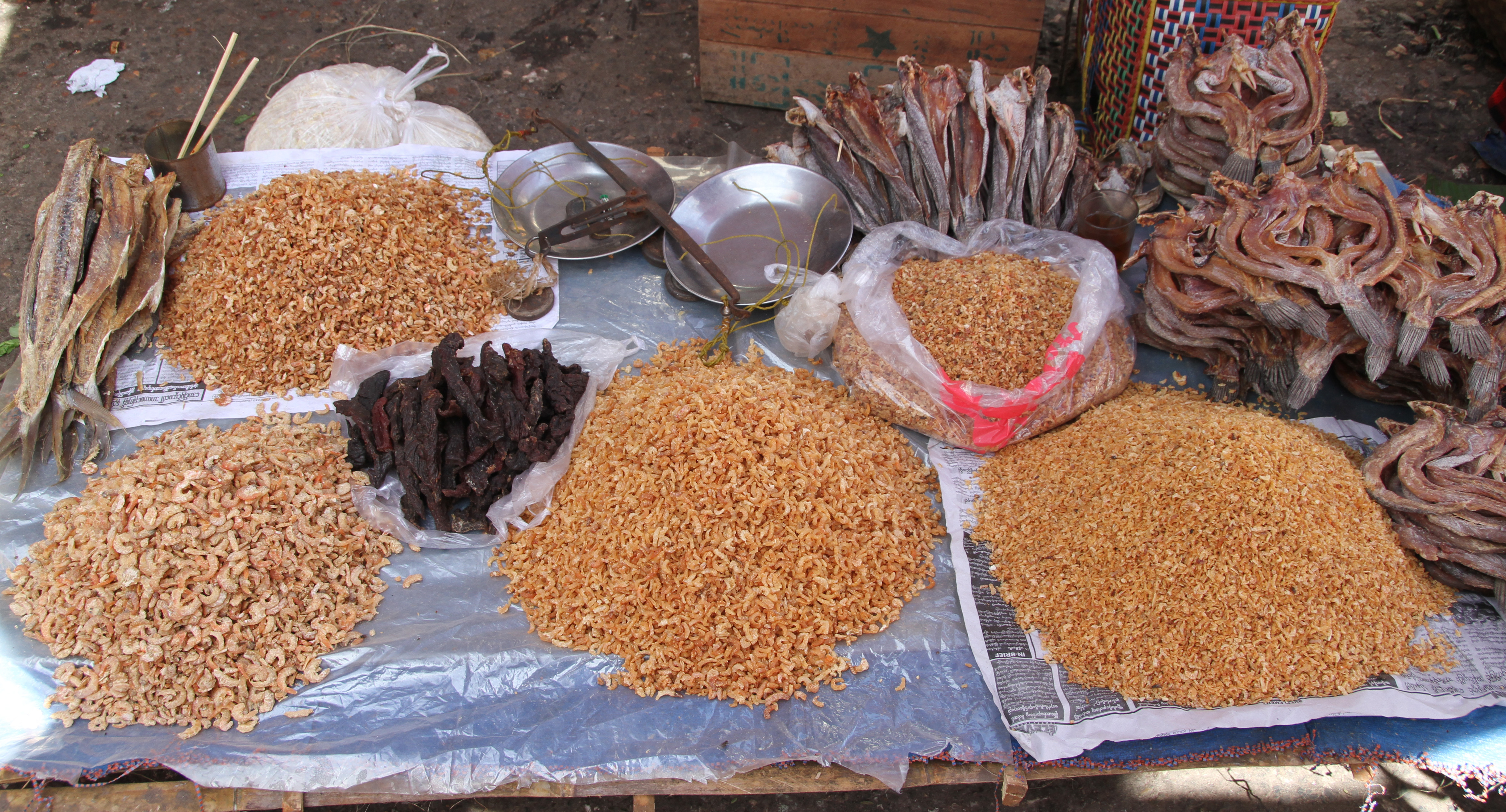